# Integral trigonomètrica
Per integrals simples de funcions trigonomètirques, vegi Primitives de funcions trigonomètriques.

Si(x) (Blau) i Ci(x) (verd) representats en el mateix gràfic.

Les integrals trigonomètriques són una família de les integrals que impliquen funcions trigonomètriques.

## Integral del sinus
Les definicions d'integral sinus són
{\displaystyle \operatorname {Si} (x)=\int _{0}^{x}{\frac {\sin t}{t}}\,dt}
{\displaystyle \operatorname {si} (x)=-\int _{x}^{\infty }{\frac {\sin t}{t}}\,dt~.}

Trama de Si(x) per 0 ≤ x ≤ 8 π.

L'integrand sin x⁄x és la funció sinc, i també el zero de la funció de Bessel.
sinc és una funció entera parell (holomorfa sobre tot el pla complex), per tant, Si és entera, senar, i la integral en la seva definició pot ser anar per qualsevol camí que connecta el extrems.
Per definició, Si(x) és la primitiva de sin x / x, el valor de la qual és zero a x = 0, i si(x) és la primitiva el valor de la qual és zero a x = ∞. La seva diferència és donada per l'integral de Drichlet ,
{\displaystyle \operatorname {Si} (x)-\operatorname {si} (x)=\int _{0}^{\infty }{\frac {\sin t}{t}}\,dt={\frac {\pi }{2}}\quad {\text{ or }}\quad \operatorname {Si} (x)={\frac {\pi }{2}}+\operatorname {si} (x)~.}

## Integral del cosinus

Gràfic de Ci(Ci(x)) per 0 < x ≤ 8π. x 0 < x ≤ 8π. 8π.

Les diferents definicions de l'integral cosinus són:
{\displaystyle \operatorname {Cin} (x)=\int _{0}^{x}{\frac {1-\cos t}{t}}\operatorname {d} t~,}
{\displaystyle \operatorname {Ci} (x)=-\int _{x}^{\infty }{\frac {\cos t}{t}}\operatorname {d} t=\gamma +\ln x-\int _{0}^{x}{\frac {1-\cos t}{t}}\operatorname {d} t\qquad ~{\text{ per }}~\left|\operatorname {Arg} (x)\right|<\pi ~,}
On γ ≈ 0.57721566 ... és la constant d'Euler–Mascheroni.
Ci(x) és la primitiva de cos x / x (que desapareix a mesura que {\displaystyle x\to \infty }). Les dues definicions estan relacionades per
{\displaystyle \operatorname {Ci} (x)=\gamma +\ln x-\operatorname {Cin} (x)~.}
Cin és una funció entera parell. Per aquest motiu, alguns textos tracten Cin com a la funció primària i deriven Ci a partir de Cin.

## Integral del sinus hiperbòlic
La integral del sinus hiperbòlic és defineix com 
{\displaystyle \operatorname {Shi} (x)=\int _{0}^{x}{\frac {\sinh(t)}{t}}\,dt.}
Esta relacionada a l'integral de sinus per
{\displaystyle \operatorname {Si} (ix)=i\operatorname {Shi} (x).}

## Integral del cosinus hiperbòlic
La integral del cosinus hiperbòlic és
{\displaystyle \operatorname {Chi} (x)=\gamma +\ln x+\int _{0}^{x}{\frac {\;\cosh t-1\;}{t}}\operatorname {d} t\qquad ~{\text{ per }}~\left|\operatorname {Arg} (x)\right|<\pi ~,}
On {\displaystyle \gamma } és la Constant d'Euler-Mascheroni.
Té l'expansió de sèrie
{\displaystyle \operatorname {Chi} (x)=\gamma +\ln(x)+{\frac {x^{2}}{4}}+{\frac {x^{4}}{96}}+{\frac {x^{6}}{4320}}+{\frac {x^{8}}{322560}}+{\frac {x^{10}}{36288000}}+O(x^{12}).}

## Funcions auxiliars
Les integrals trigonomètriques poden ser enteses en termes de "funcions auxiliars"
{\displaystyle {\begin{array}{rcl}f(x)&\equiv &\int _{0}^{\infty }{\frac {\sin(t)}{t+x}}\mathrm {d} t&=&\int _{0}^{\infty }{\frac {e^{-xt}}{t^{2}+1}}\mathrm {d} t&=&\quad \operatorname {Ci} (x)\sin(x)+\left[{\frac {\pi }{2}}-\operatorname {Si} (x)\right]\cos(x)~,\qquad {\text{ i }}\\g(x)&\equiv &\int _{0}^{\infty }{\frac {\cos(t)}{t+x}}\mathrm {d} t&=&\int _{0}^{\infty }{\frac {te^{-xt}}{t^{2}+1}}\mathrm {d} t&=&-\operatorname {Ci} (x)\cos(x)+\left[{\frac {\pi }{2}}-\operatorname {Si} (x)\right]\sin(x)~.\end{array}}}
Utilitzant aquestes funcions, les integrals trigonomètriques poden expressar-se com 
(cf. Abramowitz & Stegun, p. 232)
{\displaystyle {\begin{array}{rcl}{\frac {\pi }{2}}-\operatorname {Si} (x)=-\operatorname {si} (x)&=&f(x)\cos(x)+g(x)\sin(x)~,\qquad {\text{ i }}\\\operatorname {Ci} (x)&=&f(x)\sin(x)-g(x)\cos(x)~.\\\end{array}}}

## Espiral de Nielsen

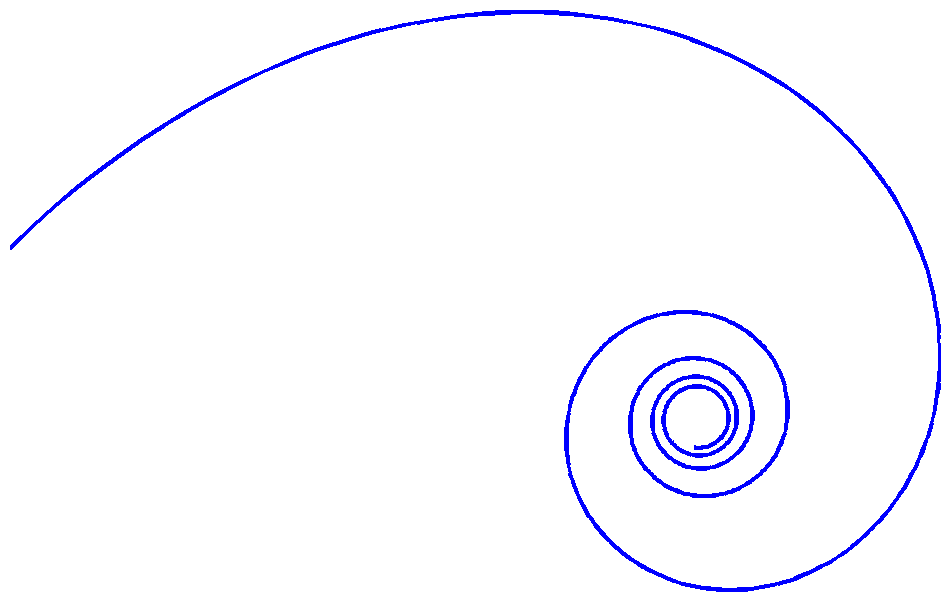
Espiral de Nielsen

L'espiral format per la representació dels paramètres de si, ci es coneix com espiral de Nielsen.
{\displaystyle x(t)=a\times \operatorname {ci} (t)}
 {\displaystyle y(t)=a\times \operatorname {si} (t)}
L'espiral de Nielsen està relacionat amb les integrals de Fresnel i l'espiral d'Euler. Té aplicacions dins el processament de la visió, la construcció de carreteres i altres camps.

## Expansió
Es poden utilitzar diverses expansions per avaluar les integrals trigonomètriques, depenent en el rang de l'argument.

### Sèrie asimptòtica (per argument gran)
{\displaystyle \operatorname {Si} (x)\sim {\frac {\pi }{2}}-{\frac {\cos x}{x}}\left(1-{\frac {2!}{x^{2}}}+{\frac {4!}{x^{4}}}-{\frac {6!}{x^{6}}}\cdots \right)-{\frac {\sin x}{x}}\left({\frac {1}{x}}-{\frac {3!}{x^{3}}}+{\frac {5!}{x^{5}}}-{\frac {7!}{x^{7}}}\cdots \right)}
{\displaystyle \operatorname {Ci} (x)\sim {\frac {\sin x}{x}}\left(1-{\frac {2!}{x^{2}}}+{\frac {4!}{x^{4}}}-{\frac {6!}{x^{6}}}\cdots \right)-{\frac {\cos x}{x}}\left({\frac {1}{x}}-{\frac {3!}{x^{3}}}+{\frac {5!}{x^{5}}}-{\frac {7!}{x^{7}}}\cdots \right)~.}
Aquestes sèries són asimptòtiques i divergents, tot i que poden ser utilitzades per fer estimacions i avaluacions parells precises en ℜ(x) ≫ 1.

### Sèries convergents
{\displaystyle \operatorname {Si} (x)=\sum _{n=0}^{\infty }{\frac {(-1)^{n}x^{2n+1}}{(2n+1)(2n+1)!}}=x-{\frac {x^{3}}{3!\cdot 3}}+{\frac {x^{5}}{5!\cdot 5}}-{\frac {x^{7}}{7!\cdot 7}}\pm \cdots }
{\displaystyle \operatorname {Ci} (x)=\gamma +\ln x+\sum _{n=1}^{\infty }{\frac {(-1)^{n}x^{2n}}{2n(2n)!}}=\gamma +\ln x-{\frac {x^{2}}{2!\cdot 2}}+{\frac {x^{4}}{4!\cdot 4}}\mp \cdots }
Aquestes sèries són convergents a qualsevol x complexa, tot i que per | x | ≫ 1, la sèrie convergirà lentament en l'inici, requerint molts termes per obtenir una precisió alta.

### Derivació d'expansió de Sèries
(Expansió de sèrie Maclaurin){\displaystyle \sin \,x=x-{\frac {x^{3}}{3!}}+{\frac {x^{5}}{5!}}-{\frac {x^{7}}{7!}}+{\frac {x^{9}}{9!}}-{\frac {x^{11}}{11!}}+\,...}
{\displaystyle {\frac {\sin \,x}{x}}=1-{\frac {x^{2}}{3!}}+{\frac {x^{4}}{5!}}-{\frac {x^{6}}{7!}}+{\frac {x^{8}}{9!}}-{\frac {x^{10}}{11!}}+\,...}
{\displaystyle \therefore \int {\frac {\sin \,x}{x}}dx=x-{\frac {x^{3}}{3!\cdot 3}}+{\frac {x^{5}}{5!\cdot 5}}-{\frac {x^{7}}{7!\cdot 7}}+{\frac {x^{9}}{9!\cdot 9}}-{\frac {x^{11}}{11!\cdot 11}}+\,...}

## Relació amb la integral exponencial d'argument imaginari
La funció
{\displaystyle \operatorname {E} _{1}(z)=\int _{1}^{\infty }{\frac {\exp(-zt)}{t}}\,dt\qquad ~{\text{ per }}~\Re (z)\geq 0}
s'anomena integral exponencial. Està relacionada a Si i Ci,
{\displaystyle \operatorname {E} _{1}(ix)=i\left(-{\frac {\pi }{2}}+\operatorname {Si} (x)\right)-\operatorname {Ci} (x)=i\operatorname {si} (x)-\operatorname {ci} (x)\qquad ~{\text{ for }}~x>0~.}
Les funcions són analítiques excepte en el tall dels valors negatius de l'argument, per aquesta raó l'àrea de la validesa de la relació s'hauria d'estendre més enllà d'aquest rang.
Casos d'arguments imaginaris de la funció generalitzada integro-exponencial són
{\displaystyle \int _{1}^{\infty }\cos(ax){\frac {\ln x}{x}}\,dx=-{\frac {\pi ^{2}}{24}}+\gamma \left({\frac {\gamma }{2}}+\ln a\right)+{\frac {\ln ^{2}a}{2}}+\sum _{n\geq 1}{\frac {(-a^{2})^{n}}{(2n)!(2n)^{2}}}~,}
que és la part real de
{\displaystyle \int _{1}^{\infty }e^{iax}{\frac {\ln x}{x}}\,\operatorname {d} x=-{\frac {\pi ^{2}}{24}}+\gamma \left({\frac {\gamma }{2}}+\ln a\right)+{\frac {\ln ^{2}a}{2}}-{\frac {\pi }{2}}i\left(\gamma +\ln a\right)+\sum _{n\geq 1}{\frac {(ia)^{n}}{n!n^{2}}}~.}
De manera semblant
{\displaystyle \int _{1}^{\infty }e^{iax}{\frac {\ln x}{x^{2}}}\,\operatorname {d} x=1+ia\left[-{\frac {\;\pi ^{2}}{24}}+\gamma \left({\frac {\gamma }{2}}+\ln a-1\right)+{\frac {\ln ^{2}a}{2}}-\ln a+1\right]+{\frac {\pi a}{2}}{\Bigl (}\gamma +\ln a-1{\Bigr )}+\sum _{n\geq 1}{\frac {(ia)^{n+1}}{(n+1)!n^{2}}}~.}